# Fjärde söndagen efter trefaldighet
Fjärde söndagen efter trefaldighet är en av söndagarna i "kyrkans vardagstid".
Den infaller 12 veckor efter påskdagen. Den liturgiska färgen är grön.
Temat för dagens bibeltexter enligt evangelieboken är Att inte döma, och en välkänd text är berättelsen ur Johannesevangeliet om hur Jesus fick mobben att inte stena kvinnan som blivit tagen på bar gärning med äktenskapsbrott med orden
Den som är fri från synd skall kasta första stenen
Berättelsen slutar med att Jesus säger
Inte heller jag dömer dig. Gå nu, och synda inte mer.

## Svenska kyrkan

### Texter
Söndagens tema enligt 2003 års evangeliebok är Att inte döma. De bibeltexter som används för att belysa dagens tema är:
| Första årgången                                                     | Andra årgången                                                | Tredje årgången                                               | Psaltarpsalm     |
| Andra Samuelsboken 12:1-7 Romarbrevet 2:1-4 Matteusevangeliet 7:1-5 | Sakarja 7:8-10 Romarbrevet 14:11-14 Johannesevangeliet 8:1-11 | Hesekiel 18:30-32 Galaterbrevet 6:1-7 Lukasevangeliet 6:36-42 | Psaltaren 62:2-9 |

### Fotnoter
1. ↑  ”Fjärde söndagen efter trefaldighet”. Svenska kyrkan. Arkiverad från originalet den 8 december 2015. https://web.archive.org/web/20151208114327/https://www.svenskakyrkan.se/troochandlighet/kyrkoarets-bibeltexter?helgdag=55. Läst 27 november 2015.
2. ↑   Den svenska psalmboken med tillägg. Stockholm: Verbum. 2005. sid. 1472–1475. Libris ht7wjxh8f3k4gcqk. ISBN 978-91-526-5515-3